# 마라, 사드 (영화)
《마르키 드 사드의 연출하에 사랭통 정신병원의 환자들이 연기한 장 폴 마라의 박해와 암살(The Persecution and Assassination of Jean-Paul Marat as Performed by the Inmates of the Asylum of Charenton Under the Direction of the Marquis de Sade)》는 페터 바이스의 연극 마라/사드를 원작으로 하여 1967년 제작된 영화이다. 줄여서 마라, 사드(Marat/Sade)라고도 한다.

## 내용
프랑스 혁명 15년 후 프랑스의 정신병원에서 치료와 교육을 위하여 병원 내에서 드라마가 상연되었다. 작자는 역시 환자로서 수용되어 있는 사드 공작이다. 사드는 이 드라마에서 혁명 당시의 급진파의 지도자 마라의 혁명과 폭력에 대한 견해를 전개하여 그것을 비판하려고 한다. 혁명은 민중의 억압된 감정을 해방한다. 그것을 연출하는 환자들도 현재 억압된 상황에 있다. 환자들은 역(役)을 연출하면서 점차 자기 역(役)과 현실을 분간할 수 없게 되고 마침내 원내(院內)는 폭동의 장소로 화(化)해 버린다.

## 감상
페터 바이스의 전위극(前衛劇)의 영화화이다. 정신병원의 환자가 연출하는 드라마의 기발한 형식 아래서 혁명에 있어서의 민중의 광기(狂氣)와 그것을 냉정히 꿰뚫어 볼 수 있는 지도자의 논리가 더듬어진다. 그리고 자기의 본정신이라고 생각하고 있는 사람들이 나폴레옹을 따라 침략전쟁에 출정하여, 혁명의 참 욕구는 울 안에 갇혀 있다고 하는 아이러니컬한 진실을 밝힌다.